# Deutsche in der Schweiz

Der deutschstämmige Albert Einstein als Mitarbeiter des Schweizer Patentamts (1905)

Die in den 2000er-Jahren eingewanderten Deutschen in der Schweiz leben vor allem in der Deutschschweiz. Im Gegensatz zu den meisten anderen Migrantengruppen handelt es sich bei Einwanderern aus Deutschland heute vornehmlich um Qualifizierte und Höherqualifizierte, auch Studenten.
Für die Deutschen ist die Schweiz das beliebteste Auswanderungsland. Die in den 2000er-Jahren beobachtete sprunghafte Zunahme der vor allem auch deutschen Einwanderung ist Folge der EU-15-Öffnung wie auch, für Studenten, der Bologna-Reform.
Im Jahr 2017 lebten knapp 305'000 Deutsche in der Schweiz. Inklusive Doppelstaatler beträgt ihre Zahl rund 450'000.

## Geschichtliches
Die Gebiete der heutigen Schweiz waren lange Zeit Teil des Heiligen Römischen Reiches, allerdings wurde im Jahre 1499 als Ergebnis des Schwabenkrieges im Frieden zu Basel implizit anerkannt, dass die Eidgenossenschaft von Reichssteuer und Reichskammergericht ausgenommen blieb, ohne jedoch aus dem Reich auszuscheiden. Die formelle Anerkennung der Schweizer Unabhängigkeit vom Heiligen Römischen Reich durch den Westfälischen Frieden datiert auf das Jahr 1648. Bedeutendere Einwanderungswellen fanden nach der napoleonischen Ära statt, speziell nach der Gründung der restaurierten Schweizer Eidgenossenschaft und des Deutschen Bundes im Jahre 1815.
Deutsche und in Deutschland lebende Menschen, die vor dem Militarismus des Deutschen Kaiserreiches und ab 1933 auch vor dem nationalsozialistischen Regime flüchteten oder von ihm vertrieben wurden, suchten in den ersten Jahrzehnten des 20. Jahrhunderts Zuflucht auch in der Schweiz.
2002–2009, 1995–2015
Die Anzahl deutscher Staatsbürger in der Schweiz verdoppelte sich in der Periode von 2002 bis 2009. Von 1995 bis 2015 hat sie sich mehr als verdreifacht. Im Jahre 2007 überstieg die Zahl der Deutschen in der Schweiz – mit 203'000, 2,7 % der Einwohner, 12,7 % der Ausländer – das historische Maximum von 200'000 Deutschen vor dem Ersten Weltkrieg. Da die Schweiz damals eine kleinere Bevölkerung hatte, machten aber damals die Deutschen 6 % der Gesamtbevölkerung aus.

## Letzte Jahre
| Jahr | 1995 | 1996 | 1997 | 1998 | 1999 | 2000 | 2001 | 2002 | 2003 | 2004 | 2005 | 2006 | 2007 | 2008 | 2009 | 2010 | 2011 | 2012 | 2013 | 2014 | 2015 | 2016 | 2017 | |
| Deutsche Bevölkerung | 92 | 94 | 96 | 99 | 104 | 110 | 118 | 126 | 135 | 146 | 159 | 174 | 203 | 235 | 252 | 263 | 275 | 284 | 292 | 298 | 301 | 304 | 305 | |
| 2017 – Deutsche Staatsbürger mit ständigem Aufenthalt in den grösseren Kantonen der deutschsprachigen Schweiz Zürich: 89 Aargau: 34 Bern: 28 Thurgau: 22 Basel-Stadt: 16 Luzern: 14 Basel-Land: 12 _____________________ insgesamt ca. 214 | 2017 – Deutsche Staatsbürger mit ständigem Aufenthalt in den grösseren Kantonen der deutschsprachigen Schweiz Zürich: 89 Aargau: 34 Bern: 28 Thurgau: 22 Basel-Stadt: 16 Luzern: 14 Basel-Land: 12 _____________________ insgesamt ca. 214 | 2017 – Deutsche Staatsbürger mit ständigem Aufenthalt in den grösseren Kantonen der deutschsprachigen Schweiz Zürich: 89 Aargau: 34 Bern: 28 Thurgau: 22 Basel-Stadt: 16 Luzern: 14 Basel-Land: 12 _____________________ insgesamt ca. 214 | 2017 – Deutsche Staatsbürger mit ständigem Aufenthalt in den grösseren Kantonen der deutschsprachigen Schweiz Zürich: 89 Aargau: 34 Bern: 28 Thurgau: 22 Basel-Stadt: 16 Luzern: 14 Basel-Land: 12 _____________________ insgesamt ca. 214 | 2017 – Deutsche Staatsbürger mit ständigem Aufenthalt in den grösseren Kantonen der deutschsprachigen Schweiz Zürich: 89 Aargau: 34 Bern: 28 Thurgau: 22 Basel-Stadt: 16 Luzern: 14 Basel-Land: 12 _____________________ insgesamt ca. 214 | 2017 – Deutsche Staatsbürger mit ständigem Aufenthalt in den grösseren Kantonen der deutschsprachigen Schweiz Zürich: 89 Aargau: 34 Bern: 28 Thurgau: 22 Basel-Stadt: 16 Luzern: 14 Basel-Land: 12 _____________________ insgesamt ca. 214 | 2017 – Deutsche Staatsbürger mit ständigem Aufenthalt in den grösseren Kantonen der deutschsprachigen Schweiz Zürich: 89 Aargau: 34 Bern: 28 Thurgau: 22 Basel-Stadt: 16 Luzern: 14 Basel-Land: 12 _____________________ insgesamt ca. 214 | 2017 – Deutsche Staatsbürger mit ständigem Aufenthalt in den grösseren Kantonen der deutschsprachigen Schweiz Zürich: 89 Aargau: 34 Bern: 28 Thurgau: 22 Basel-Stadt: 16 Luzern: 14 Basel-Land: 12 _____________________ insgesamt ca. 214 | 2017 – Deutsche Staatsbürger mit ständigem Aufenthalt in den grösseren Kantonen der deutschsprachigen Schweiz Zürich: 89 Aargau: 34 Bern: 28 Thurgau: 22 Basel-Stadt: 16 Luzern: 14 Basel-Land: 12 _____________________ insgesamt ca. 214 | 2017 – Deutsche Staatsbürger mit ständigem Aufenthalt in den grösseren Kantonen der deutschsprachigen Schweiz Zürich: 89 Aargau: 34 Bern: 28 Thurgau: 22 Basel-Stadt: 16 Luzern: 14 Basel-Land: 12 _____________________ insgesamt ca. 214 | 2017 – Deutsche Staatsbürger mit ständigem Aufenthalt in den grösseren Kantonen der deutschsprachigen Schweiz Zürich: 89 Aargau: 34 Bern: 28 Thurgau: 22 Basel-Stadt: 16 Luzern: 14 Basel-Land: 12 _____________________ insgesamt ca. 214 | 2017 – Deutsche Staatsbürger mit ständigem Aufenthalt in den grösseren Kantonen der deutschsprachigen Schweiz Zürich: 89 Aargau: 34 Bern: 28 Thurgau: 22 Basel-Stadt: 16 Luzern: 14 Basel-Land: 12 _____________________ insgesamt ca. 214 | 2017 – Deutsche Staatsbürger mit ständigem Aufenthalt in den grösseren Kantonen der deutschsprachigen Schweiz Zürich: 89 Aargau: 34 Bern: 28 Thurgau: 22 Basel-Stadt: 16 Luzern: 14 Basel-Land: 12 _____________________ insgesamt ca. 214 | 2017 – Deutsche Staatsbürger mit ständigem Aufenthalt in den grösseren Kantonen der deutschsprachigen Schweiz Zürich: 89 Aargau: 34 Bern: 28 Thurgau: 22 Basel-Stadt: 16 Luzern: 14 Basel-Land: 12 _____________________ insgesamt ca. 214 | 2017 – Deutsche Staatsbürger mit ständigem Aufenthalt in den grösseren Kantonen der deutschsprachigen Schweiz Zürich: 89 Aargau: 34 Bern: 28 Thurgau: 22 Basel-Stadt: 16 Luzern: 14 Basel-Land: 12 _____________________ insgesamt ca. 214 | 2017 – Deutsche Staatsbürger mit ständigem Aufenthalt in den grösseren Kantonen der deutschsprachigen Schweiz Zürich: 89 Aargau: 34 Bern: 28 Thurgau: 22 Basel-Stadt: 16 Luzern: 14 Basel-Land: 12 _____________________ insgesamt ca. 214 | % der Einwohner / der Deutschen 5,9 % / 29,1 % 5,1 % / 11,2 % 2,7 % / 9,1 % 8,0 % / 7,2 % 8,1 % / 5,2 % 3,4 % / 4,6 % 4,3 % / 4,0 % _____________________ 70,4 % von 305 | % der Einwohner / der Deutschen 5,9 % / 29,1 % 5,1 % / 11,2 % 2,7 % / 9,1 % 8,0 % / 7,2 % 8,1 % / 5,2 % 3,4 % / 4,6 % 4,3 % / 4,0 % _____________________ 70,4 % von 305 | % der Einwohner / der Deutschen 5,9 % / 29,1 % 5,1 % / 11,2 % 2,7 % / 9,1 % 8,0 % / 7,2 % 8,1 % / 5,2 % 3,4 % / 4,6 % 4,3 % / 4,0 % _____________________ 70,4 % von 305 | % der Einwohner / der Deutschen 5,9 % / 29,1 % 5,1 % / 11,2 % 2,7 % / 9,1 % 8,0 % / 7,2 % 8,1 % / 5,2 % 3,4 % / 4,6 % 4,3 % / 4,0 % _____________________ 70,4 % von 305 | % der Einwohner / der Deutschen 5,9 % / 29,1 % 5,1 % / 11,2 % 2,7 % / 9,1 % 8,0 % / 7,2 % 8,1 % / 5,2 % 3,4 % / 4,6 % 4,3 % / 4,0 % _____________________ 70,4 % von 305 | % der Einwohner / der Deutschen 5,9 % / 29,1 % 5,1 % / 11,2 % 2,7 % / 9,1 % 8,0 % / 7,2 % 8,1 % / 5,2 % 3,4 % / 4,6 % 4,3 % / 4,0 % _____________________ 70,4 % von 305 | % der Einwohner / der Deutschen 5,9 % / 29,1 % 5,1 % / 11,2 % 2,7 % / 9,1 % 8,0 % / 7,2 % 8,1 % / 5,2 % 3,4 % / 4,6 % 4,3 % / 4,0 % _____________________ 70,4 % von 305 | % der Einwohner / der Deutschen 5,9 % / 29,1 % 5,1 % / 11,2 % 2,7 % / 9,1 % 8,0 % / 7,2 % 8,1 % / 5,2 % 3,4 % / 4,6 % 4,3 % / 4,0 % _____________________ 70,4 % von 305 | % der Einwohner / der Deutschen 5,9 % / 29,1 % 5,1 % / 11,2 % 2,7 % / 9,1 % 8,0 % / 7,2 % 8,1 % / 5,2 % 3,4 % / 4,6 % 4,3 % / 4,0 % _____________________ 70,4 % von 305 |

EU-15-Öffnung 2002–2007
Der Grund des steilen Anstiegs der 2000er-Jahre liegt im 2002 in Kraft getretenen Teil der bilateralen Verträge (Staatsverträge Schweiz-EU), welcher die Personenfreizügigkeit für Arbeitskräfte aus der EU und EFTA gewährleistet und die 2007 voll umgesetzt wurde (für die EU-15 / EU-17, EU-8 und EFTA). Während das Freizügigkeitsabkommen im Prinzip für alle EFTA- und EU-Bürger gilt, waren deutsche und österreichische Staatsbürger die Hauptprofiteure, da ihre Kenntnisse in der deutschen Sprache es ihnen erlauben, ohne die zusätzlichen Schwierigkeiten einer Sprachbarriere qualifizierte Arbeitsplätze in der deutschsprachigen Schweiz zu erhalten.
2007
Aufgrund der ungleichen Grösse der beiden Länder haben deutsche Einwanderer in der Schweiz eine weitaus sichtbarere Präsenz als umgekehrt: Im Jahre 2007 lebten über 37'000 Schweizer Staatsbürger, oder einer von 180 Schweizer Bürgern, in Deutschland, was lediglich 0,05 % der deutschen Bevölkerung ausmachte. Zusammen mit den Personen doppelter schweizerisch-deutscher Staatsbürgerschaft wurden im Jahre 2007 etwa 75'000 Schweizer Bürger in Deutschland gezählt. Zur gleichen Zeit lebten knapp 224'000 deutsche Staatsbürger, oder einer von 350 deutschen Bürgern, in der Schweiz, was 3 % der Schweizer Bevölkerung ausmachte. Dieser Vergleich berücksichtigt jedoch nicht die doppelte Staatsbürgerschaft.
Die Rate der Einbürgerungen hat sich seit 2007 ebenfalls stufenweise erhöht. Der Grund dafür war eine Veränderung im deutschen Staatsbürgerschaftsrecht, welche es deutschen Staatsbürgern erlaubte, eine doppelte schweizerisch-deutsche Staatsbürgerschaft zu erhalten – dies vor allem vor dem Hintergrund der steigenden Zahl von qualifizierten Deutschen, die in der Schweiz seit über 12 Jahren leben, was vom Schweizer Staatsbürgerschaftsrecht gefordert wird. Vor 2007 mussten Deutsche, die in der Schweiz eingebürgert werden wollten, ihre deutsche Staatsbürgerschaft aufgeben.
2009
Im Jahre 2009 waren die Migranten aus Deutschland mit einer Gesamtzahl von 266'000 (oder knapp 3,4 % der Schweizer Gesamtbevölkerung) die zweitgrösste Einwanderergruppe in der Schweiz, direkt hinter den Italoschweizern mit 294'000 (3,7 % der Schweizer Gesamtbevölkerung). 22'000 von ihnen waren in der Schweiz geboren. Von diesen waren 18'000 Minderjährige – Kinder, die von in der Schweiz ansässigen Eltern geboren wurden. 19'000 Bundesdeutsche mit Schweizer Wohnsitz waren mit Schweizern verheiratet.
2013
Im Jahre 2013 lebten in der Schweiz 276'000 Deutsche (Ulrich Schmid, NZZ, gemäss BFS aber 292 Tsd.), 3,4 % der Schweizer Bevölkerung. Zum Vergleich – in Deutschland waren damals (gemäss U. Sd., NZZ) knapp 83'000 Schweizer angemeldet, 0,1 % der deutschen Gesamtbevölkerung, davon 53'000 Doppelbürger. Somit müssten in Deutschland 2,7 Millionen Schweizer leben – und Mundart sprechen – um auch so intensiv wahrgenommen zu werden wie Deutsche in der Schweiz.
2014
Im Jahre 2014 hatten 298'000 deutsche Staatsbürger einen permanenten Aufenthalt in der Schweiz, die meisten von ihnen in der Deutschschweiz, speziell im Mittelland, der Stadt Zürich, im Grossraum und Kanton Zürich.
2015
Von den knapp 301'000 in der Schweiz lebenden Deutschen sind rund 240'000 in Deutschland geboren, was einem Anteil von 80 % entspricht.
2017
Die knapp 305'000 Deutschen in der Schweiz stellen einen Anteil von 3,6 % der Bevölkerung in der Schweiz dar. Im Jahr 2017 lebten nahezu 15'000 deutsche Staatsbürger (ohne Doppelbürger) in den nicht-deutschsprachigen Kantonen Waadt, Genf, Tessin, Neuenburg und Jura. Diese stellten damit einen Anteil von nicht ganz 5 % aller Deutschen in der Schweiz dar. Im selben Jahr hatten mehr als zwei Drittel (67 %) der Deutschen in der Schweiz eine Niederlassungsbewilligung, das heisst sie waren im Besitz des Ausweises C EU/EFTA.
Aufgrund von Stichprobenerhebungen der Jahre 2015 bis 2017 konnten Daten zur religiösen Zusammensetzung der deutschen Staatsbürger in der Schweiz gewonnen werden. Gemäss diesen Erhebungen sind 50 % der Deutschen in der Schweiz konfessionslos, 22,6 % römisch-katholisch, 20,3 % evangelisch-reformiert, 4,1 % Mitglieder anderer christlichen Gemeinschaften, 1,4 % islamisch und die übrigen 1,6 % Angehörige anderer Religionsgemeinschaften oder hatten keine Angabe gemacht.
2018
Im Jahre 2018 haben sich 6'136 Deutsche in der Schweiz einbürgern lassen. Dies stellt den bisher höchsten Wert dar.
Deutschland ist der Geburtsstaat von rund 355'000 Einwohnern in der Schweiz. Von diesen besitzen 106'000 die Schweizer Staatsangehörigkeit, entweder bereits seit Geburt oder durch Einbürgerung.

## Aufnahme und Rezeption in der Schweiz

### Fremdenfeindlichkeit und Überforderung
Gemäss Medienberichten nahm seit etwa 2007, der vollständigen EU-15-Öffnung infolge des Freizügigkeitsabkommens mit der EU, die Schweizer Xenophobie gegenüber der deutschen Immigration (Germanophobie) zu.
Gemäss Marc Helbling, der gestützt auf eine Umfrage in der Stadt Zürich aus den Jahren 1994–1995
Ausmass und Gründe der Schweizer Ablehnung deutscher Zuzüger in seinem Forschungsprojekt und Berichten untersuchte, werden Deutsche „im Vergleich zu anderen Westeuropäern als weniger sympathisch angesehen“.
| gegenüber den       | gemessen am prozentualen Anteil von 940 Zürcher Schweizern |
| ------------------- | ---------------------------------------------------------- |
| Italienern          | 1,5 %                                                      |
| Spaniern            | 1,9 %                                                      |
| Portugiesen         | 3,3 %                                                      |
| Franzosen           | 4,3 %                                                      |
| Schwarzafrikanern   | 9,9 %                                                      |
| Tamilen             | 10,3 %                                                     |
| Deutschen           | 11,3 %                                                     |
| Türken              | 27,6 %                                                     |
| Arabern             | 33,1 %                                                     |
| Jugoslawen          | 51,1 %                                                     |
|                     |                                                            |
| volle Feindlichkeit | 100 % (zum Vergleich)                                      |

Unter Einbezug weiterer Literatur und Medienberichte folgert Helbling, dass diese Fremdenfeindlichkeit auch diese Gruppe betrifft, obwohl sich Deutsche und Deutsch-Schweizer „auf den ersten Blick“ kulturell sehr nahe stehen. Im weiteren auch, dass der in den Untersuchungen „angeführte Minderwertigkeitskomplex“ der Deutsch-Schweizer „dazu führen könnte, dass die deutsche Einwanderung als kulturelle Bedrohung empfunden wird“ und dass sich „Bessergebildete in höheren beruflichen Positionen durch vergleichbar gut gebildete Zuwanderer durchaus bedroht fühlen“.
Während sich der Schweizer Widerstand gegen Einwanderung aus Südeuropa und Afrika vor allem durch Bedenken über Kriminalität und den durch eine grosse Zahl von mittellosen Einwanderern aus der Unterschicht auf die soziale Wohlfahrt gelegten Bürden äussert, hat die Ablehnung der Einwanderung aus Deutschland gegenteilige Motive. Dazu gehört insbesondere die Angst vor Lohndumping in der „Hochpreis-Insel“ Schweiz durch qualifizierte Einwanderer auf dem Arbeitsmarkt sowie vor steigenden Preisen auf dem Immobilienmarkt aufgrund der höheren Nachfrage durch besser verdienende deutsche Einwanderer. Dagegen ist die deutsche Gemeinschaft im Hinblick auf Kriminalitätsstatistik von allen Gruppen diejenige mit der geringsten Kriminalitätsrate; sie beträgt sogar 40 % weniger als die Kriminalitätsrate unter Schweizer Staatsbürgern.
Dennoch sind/waren deutsche Staatsangehörige in Zürich – gemäss der Umfrage unter den 940 Zürchern 1994–1995 – die am viertmeisten abgelehnte Immigrantengruppe (unbeliebt bei fast jedem neunten). Sie sind/waren etwas unbeliebter als die Tamilen (unbeliebt bei jedem zehnten) und die Schwarzafrikaner (unbeliebt bei knapp jedem zehnten). Die Deutschen folgen – doch mit einigem „Sympathie-Abstand“ – den türkischstämmigen Einwanderern (unbeliebt bei jedem dritten bis vierten) den Migranten aus der arabischen Welt (unbeliebt bei jedem dritten), und den Einwanderern aus dem ehemaligen Jugoslawien (unbeliebt bei jedem zweiten – und welche im Allgemeinen als eine einzelne Gruppe betrachtet werden, wobei aber die Kosovoalbaner eine besondere Beachtung finden).

Zu den Gefühlen des überforderten, „eingeschüchterten“ Teils der Deutschschweizer bemerkt die Literaturkritikerin Gunhild Kübler: 

„China hat 1,3 Milliarden Einwohner, 16-mal mehr als Deutschland. Die Bundesrepublik wiederum genau 16-mal so viele wie die deutschsprachige Schweiz. Wenn sich also ein Deutscher in die Lage eines angesichts dieser Übermacht eingeschüchterten Deutschschweizers versetzen möchte, der soll sich einmal vorstellen, dass sein Land im Osten nicht an Tschechien grenzt, sondern an China.“

### Verunsicherung der Ankommenden
Der Autor und Journalist Jürg Altwegg verweist auf die Helvetier aus der Sicht Julius Cäsars:

„Wie alle wissen, sind die Helvetier eine überaus kriegerische und blutdürstige Rasse. Ihr Fremdenhass ist berüchtigt.“

Im Gegensatz dazu verfasste der Publizist und Chemiker Hans von Liebig 1928 als Kritik an den Entwicklungen in Deutschland eine Schrift, in der unter anderem steht: 

„Ein Volk ist verschweizert, wenn sein natürliches Abwehr-Streben gegen fremde Einflüsse erloschen ist.“

Zu den Gefühlen der Verunsicherung einiger der frisch eingewanderten Deutschen bemerkt Gunhild Kübler unter anderem: 

„Nichts verunsichert einen Neuling mehr als das Nebeneinander von Zürcher, Basler, Aargauer, Berner Dialektvarianten in derselben Runde. Zudem zerfällt noch jede Gruppe von Schweizer Erwachsenen, in der ein Deutscher, versuchsweise Dialekt sprechend, den Mund aufmacht, sofort in mehrere Parteien, die seinen Ausflug in die Mundart unablässig kommentieren. Einige werden ihn dezidiert begrüssen, einige ihn ebenso rundweg ablehnen, weil sie ihn unschön oder überflüssig finden, einige werden sich auf die Schippe genommen fühlen, einige pikiert sein über die Menge der unterlaufenden Fehler, und der Rest wird aus demselben Grund in Heiterkeit ausbrechen.“

### Unterschiede in Sprachgebrauch und Umgangsformen
In den Beziehungen der deutschsprachigen Schweizer und der ankommenden Deutschen zeigen sich, offen oder verdeckt, spezifische Missverständnisse – die auf vermeintliche Gemeinsamkeiten, unterschiedliche Mentalitäten und Umgangsformen und die mittlerweile schon bekannten Sprachprobleme und Unterschiede zurückzuführen sind. Cristiana Baldauf, Projektleiterin und Referentin an den stadtzürcherischen Informationsabenden für die Neuzugezogenen aus Deutschland und Österreich, meint zu den grundsätzlichen Unterschieden: 

„Es sind oft kleine Differenzen, welche ein Potential für Missverständnisse bergen.“

„Die Sprache spielt bei den Missverständnissen eine zentrale Rolle. Das Schweizerdeutsch ist für die meisten Deutschschweizer mehr als ein Dialekt, es ist die Muttersprache, die Herzenssprache. Vieles, was mit Nähe zu tun hat, wird mit dem Schweizerdeutschen ausgedrückt: Vertrautheit, Spontanität und Emotionalität […]

Hochdeutsch wird zwar in der Schule gelernt und gesprochen, trotzdem lagern die Aktivkenntnisse oft im Keller, wodurch sich die Schweizer den meist eloquenten Deutschen oft unterlegen fühlen. Dazu kommt die ‚Schmach‘, dass das Hochdeutsche der Schweizer von den Deutschen manchmal schon für Schweizerdeutsch gehalten wird, so dass der deutsche Gesprächspartner plötzlich ganz begeistert feststellt, dass ihm das Schweizerdeutsche gar keine Mühe bereitet.“

Erfahrungsgemäss legt sich die Aufregung über jede grössere Einwanderungswelle mit ihrer zunehmenden Integration. So führt u.v. a./z. B. auch Helbling das beliebte Beispiel der heute weitgehend integrierten Italiener auf, die in einer der „Wellen“ in den 1960ern als Gastarbeiter in die Schweiz kamen und deren Generationen heute einen Teil der Gesellschaft der deutschsprachigen Schweiz bilden, ohne auf ihre Kultur zu verzichten. 

„Es ist besonders bemerkenswert, dass die Italiener die beliebtesten Einwanderer sind, während sie bei ihrer Ankunft in den 1950er- und 1960er-Jahren die Gruppe der Einwanderer waren, die unter den meisten Feindseligkeiten leiden mussten.“

## Siedlungsschwerpunkte in der Deutschschweiz
Die in den letzten Jahren eingewanderten Deutschen haben sich vor allem in Zürich und der weiteren Metropolregion mit ca. 1,7 Mio. Einwohnern (Agglomeration Zürich ca. 1,3 Mio. Kanton Zürich ca. 1,5 Mio.) angesiedelt, im weiteren auch im „Dreieck“ Basel, Bern, Zürich und weiteren Zentren und Agglomerationen der deutschsprachigen Schweiz – insgesamt knapp über zwei Drittel der in der Schweiz lebenden Deutschen. Im Jahre 2009 belief sich die deutsche Bevölkerung in der Stadt Zürich auf etwa 30'000 oder nahezu 8 % der Einwohner, im Jahre 2015 waren es 33'297, knapp über 8 % der 410'404 Einwohner, von denen 131'168 Ausländer sind, was einem Drittel der Stadtzürcher entspricht.
1910 lebten in der Stadt Zürich über 41'000 Reichsdeutsche – damals 22 % der städtischen Bevölkerung.